# 48h Open House Barcelona
48h Open House Barcelona és un festival d'arquitectura, que des de l'any 2010 se celebra a la ciutat de Barcelona durant un cap de setmana a l’any el mes d'octubre i que treballa per difondre la cultura arquitectònica de la ciutat entre els seus veïns. És organitzat per l'associació cultural sense ànim de lucre 48h Open House Bcn, creada amb el propòsit d'organitzar el festival per tal de promoure l'arquitectura i el patrimoni com a component imprescindible de la cultura.
El festival és un cap de setmana de portes obertes totalment gratuït, que ajuda a que els ciutadans puguin conèixer l'origen, l'evolució i el present de la ciutat a partir d’aquells edificis de Barcelona formen part del patrimoni arquitectònic de la ciutat, tant de propietat pública com privada, i que normalment estan tancats al públic.
El festival 48h Open House Barcelona s'acull en la marca internacional Open House Worldwide, que promociona aquesta mena de festivals en més de 45 ciutats de tots els continents.
A partir de l'edició de l'any 2013, el festival d'arquitectura s'expandeix més enllà de la ciutat de Barcelona. La primera ciutat convidada va ser Santa Coloma de Gramenet, posteriorment han estat Vilassar de Dalt (2014), Sant Joan Despí (2015), Badalona (2016), L'Hospitalet de Llobregat (2017), i Sitges (2021).

## Evolució
L'any 2010 es va celebrar la primera edició, el cap de setmana del 16 i 17 d'octubre, el la qual es varen obrir 130 edificis.
El 2015 va evolucionar i, a part d'obrir les portes de més de 160 edificis, va incorporar nombroses activitats paral·leles i nous formats de rutes, que cercaven potenciar el coneixement de l'arquitectura entre el gran públic i reforçar la connexió del festival amb Barcelona i la ciutat que feia tres anys que també hi col·laborava, Santa Coloma de Gramenet.
- 2010: 130 edificis a Barcelona, 450 persones voluntàries amb un total de 27.000 visites.[6]
- 2011: 160 edificis a Barcelona, 600 persones voluntàries i 35.000 visites[7]
- 2012: 150 edificis a Barcelona, 1.000 persones voluntàries i 47.000 visites[8]
- 2013: 136 edificis amb Santa Coloma de Gramenet com a ciutat convidada i Barcelona, 1.200 persones voluntàries i 49.000 visites.[9]
- 2014: 170 edificis amb Vilassar de Dalt com a ciutat convidada i Barcelona i Santa Coloma de Gramenet, 1.000 persones voluntàries i 50.000 visites[10]
- 2015: 200 activitats amb Sant Joan Despí i amb les altres ciutats anteriors, 1.200 persones voluntàries i 60.000 visites.[11]
- 2016: 22 i 23 d'octubre amb 230 activitats amb Badalona com a ciutat convidada i amb les ciutats anteriors, 61.000 visites[12]
- 2017: 230 activitats amb L'Hospitalet de Llobregat com a ciutat convidada i la resta de ciutats, 1.000 persones voluntàries i 63.000 visites[13]
- 2018: 227 activitats a Barcelona, Santa Coloma de Gramenet, Sant Joan Despí, Badalona, Vilassar de Dalt i L'Hospitalet de Llobregat, amb 1.100 persones voluntàries, 60.191 visites.[14]
- 2019: 240 activitats a Barcelona, Santa Coloma de Gramenet, Sant Joan Despí, Badalona, Vilassar de Dalt i L'Hospitalet de Llobregat, amb un total de 61.900 visites.
- 2020: 300 activitats a Barcelona, Santa Coloma de Gramenet, Sant Joan Despí, Badalona, Vilassar de Dalt i L'Hospitalet de Llobregat, amb un total de 606 persones voluntàries i 65.100 visites.[15]
- 2021: 278 activitats a Barcelona, Santa Coloma de Gramenet, Sant Joan Despí, Badalona, Vilassar de Dalt, L'Hospitalet de Llobregat i Sitges com a ciutat convidada, amb un total de 793 persones voluntàries i 65.182 visites.[16]

En la desena edició es van destacar les dones arquitectes de la programació i es va realitzar la trobada de Viquimarató: 10 dones a la Viquipèdia i crear contingut de dones arquitectes a la Viquipèdia.

## 48h Open House L’Hospitalet
El cap de setmana del 21 i 22 d'octubre del 2017, la ciutat de l'Hospitalet, com a ciutat convidada passà a formar part del festival d'arquitectura 48h Open House Barcelona. Aquesta primera edició,14 edificis i/o espais singulars de la ciutat van obrir les portes durant el cap de setmana amb visites guiades a càrrec d'historiadors, arquitectes i voluntaris, que van permetre descobrir des d’antigues masies o cases de pagès que mostren el passat agrícola de la ciutat, com per exemple: Can Colom, Can Sumarro, Can Riera o Torre Barrina; a antigues fàbriques, com la de Can Vilumara, Can Trinxet o la Tecla Sala, així com equipaments com l'Estadi de Beisbol, el Centre Cultural Bellvitge-Gornal, o la Ciutat de la Justícia, i fins i tot hotels d’alçada dissenyats per arquitectes de prestigi com Richard Roger (Hotel Hesperia Towers) o Toyo Ito (Hotel Porta Fira). També es van organitzar quatre recorreguts temàtics guiats: L'Hospitalet industrial, Puig i Gairalt, L'Hospitalet històric o Bellvitge a petita i gran escala. Aquesta primera edició a l’Hospitalet, va rebre un total de 2.190 visites.
La segona edició del festival es va celebrar el cap de setmana del 27 i 28 d’octubre del 2018 reivindicant el patrimoni racionalista i els impulsors de l'arquitectura moderna, com per exemple les obres de l'arquitecte local Ramon Puig i Gairalt. Durant el cap de setmana, el festival va permetrà conèixer la història local amb la visita de Torre Barrina, Ca n'Arús, la caserna de La Remunta o l'Ermita romànica de Bellvitge i d'edificis més contemporanis com ara els dissenyats per arquitectes internacionals com l'Italo-britànic Richard Rogers (Hotel Hesperia Towers) o el japonès Toyo Ito (Hotel Porta Fira). L'edifici Planeta, els antics jutjats de l’Hospitalet, va ser inclòs dins la secció Open Green, on es destacaven els edificis pensats amb criteris de sostenibilitat mediambiental. I per una altra banda, l’antiga masia de Can Colom, formà part de l'Open Social, on es destacaven aquells edificis de la ciutat que integraren l'arquitectura com a resposta de millora davant la inclusió social. L’edició que va rebre un total de 1.245 visites.
Durant el cap de setmana del 26 i 27 d’octubre del 2019 se celebrà la tercera edició que reivindicà el paper de les dones en l'arquitectura, i on es pogué visitar, per primera vegada en el festival, edificis com el Gratacel de Collblanc, de l'arquitecte Ramon Puig i Gairalt, l'Hotel Catalonia Fira de l'arquitecte Jean Nouvel, així com les antigues fàbriques de Can Vilumara i de la Tecla Sala, on s'explicà els usos pels quals es van construir i les rehabilitacions i reformes que es van introduir per adaptar-los als usos actuals. Es visità també Ca n'Arús i Can Colom, una masia rehabilitada per l'arquitecta Meritxell Inaraja, especialista en la rehabilitació del patrimoni, una de les cinc dones arquitectes escollides per visualitzar la feina d’aquestes en l’arquitectura. Així com l'Edifici Freixas, Edifici Planeta, l'Hotel Hesperia Tower de l'arquitecte Richard Rogers – Restaurant Ovnew, l'Hotel Porta Fira de l'arquitecte Toyo Ito, Teatre Joventut i Torre Barrina. També es feu un tomb per diferents zones de la ciutat mitjançant sis itineraris temàtics guiats: un per l’Hospitalet Industrial de l’arquitecte Puig i Gairalt, on es va fer un tomb per zones com el Pont d'en Jordà, el Teatre Joventut i el mercat de Collblanc-La Torrassa; un per l’Hospitalet Històric; un altre per l'antiga caserna de La Remunta; també pel Districte Cultural – Art Urbà Santa Eulàlia, on alguns dels artistes del Districte Cultural van guiar la ruta per conèixer l'art urbà a Santa Eulàlia o la Santa Estació, ideada per Nevenka Pavic i La Gloria Factoria de Arte. I un itinerari per Bellvitge guiat de la mà dels arquitectes Sandra Bestraten i Emili Hormias.
L’edició de l’any 2020 marcada per la Pandèmia de Covid-19, tot i el context sociosanitari complex i incert, es va poder celebrar els dies 24 i 25 d’octubre. Aquesta 4a edició es va agrupar en tres zones que es van poder recórrer a peu, amb una distància màxima de quinze minuts entre les diferents activitats, en que es pogueren visitar 14 edificis/espais de forma presencial i 12 de forma virtual; hi van col·laborar 71 voluntaris, i va rebre un total de 1.546 visites, de les quals 739 van ser forma presencial i 807 de forma virtual. Les tres zones, van tractar aspectes de la ciutat com:
- L'origen, que proposar conèixer el primer nucli de l’Hospitalet amb visites guiades a edificis com ca n'Arús, can Vilumara o l'Harmonia, itineraris guiats per la zona històrica i el parc de les Planes, així com itineraris lliures pel carrer del Xipreret i l'antiga caserna militar de La Remunta.[23]
- Habitar L'Hospitalet, on es va donar a conèixer edificis de diferents èpoques, i estils arquitectònics. Es varen fer visites guiades al gratacel de Collblanc de l'arquitecte Ramon Puig i Gairalt, a Torre Barrina, la Tecla Sala o l'edifici Freixas. També es realitzar l'itinerari pel Districte Cultural i l'art urbà a Santa Eulàlia, que va permetre veure algun dels edificis industrials amb més potencial a la ciutat i com treballen les empreses culturals i els artistes que fan de L'Hospitalet un punt neuràlgic i de referència en l'impuls de la creativitat. Una de les novetats del recorregut va ser la visita al projecte de regeneració urbana de l'espai de Matacavalls, que incideix en la transformació d'un solar en desús al barri de La Florida en el qual treballa la Fundació Contorno Urbano amb les entitats del barri. Es tracta de la construcció d'un equipament sociocultural per enfortir el teixit comunitari.[23]
- L'Hospitalet al segle xxi, on es va oferir una visió de la ciutat que s'ha construït en els darrers anys. Un itinerari guiat que va recórrer la Plaça d'Europa amb edificis emblemàtics com les torres Toyo Ito o l'ampliació de Fira de Barcelona-Gran Via. També va oferir un itinerari lliure per descobrir els contrastos de la plaça, des de la masia de Cal Gotlla fins als gratacels construïts per grans arquitectes, passant per la fàbrica d'estil modernista de Can Trias.[23]

Durant els dies 23 i 24 d’Octubre de 2021 es va celebrar la cinquena edició d’aquest festival d'arquitectura que oferí 24 activitats virtuals i visites guiades a 12 espais/edificis, des de masies de quan es dedicaven a la pagesia, fins al modernisme i el racionalisme de l'arquitectura industrial; on s'afegiren dos nous edificis: La Casa del Cargols i la Industrial Akroll. I com d'altres edicions, també es van organitzar 6 itineraris temàtics guiats per la ciutat: un centrat en l'arquitecte Puig i Gairalt amb la visita al pont d’en Jordà, el gratacel de la carretera de Collblanc, el mercat de Collblanc; un altre sobre l'arquitectura de contrastos de la plaça d’Europa; un itinerari històric per la vila vella, així com l’itinerari industrial per la Tecla Sala, Cosme Tota, Germans Albert i Can Vilumara. En aquesta cinquena edició, hi van col·laborar 40 voluntaris, i va rebre un total de 1.013 visites. Per commemorar els cinc anys de festival d'arquitectura a l’Hospitalet, es va organitzar l’exposició “La teva arquitectura i la meva. Cinc anys del festival d’arquitectura a L’Hospitalet de Llobregat” que va tenir lloc a l'Auditori Barrades de l'1 de desembre a l'1 de febrer. Al llarg d’aquest primers cinc anys en què la ciutat de l’Hospitalet ha participat en el festival d'arquitectura 48h Open House BCN, ha programat 86 activitats i s'hi han fet 9.353 visites.
La sisena edició del festival d'arquitectura es va celebrar durant el cap de setmana del 22 i 23 d’octubre del 2022, on es va poder gaudir tant de visites presencials com visites amb audioguia. El festival oferí visites guiades a 11 edificis/espais i a 6 itineraris arquitectònics guiats, on es van poder visitar tres nous espais com: Vitralls Bonet, l’Habitatge Oasi i l’Institut Provençana, amb el seu Blue Container Project. A més a més el festival va permetre visitar una gran quantitat d'arquitectura variada i complexa, des del seus orígens dedicats a la pagesia, amb diferents masies com Ca n’Arús, passant per edificis modernistes com la Casa del Cargols, edificis racionalistes de la mà de l'arquitecte Ramon Puig i Gairalt com el Gratacels de Collblanc, així com l'arquitectura industrial tan arrelada a la ciutat.